# Misumenoides similis
Misumenoides similis là một loài nhện trong họ Thomisidae.
Loài này thuộc chi Misumenoides. Misumenoides similis được Eugen von Keyserling miêu tả năm 1881.